# 변관식
변관식(卞寬植, 1899년 3월 19일~1976년 2월 17일)은 대한민국의 화가이다. 호는 소정(小亭)이다.

## 생애
황해남도 옹진군 출신으로, 외할아버지가 유명한 서화가인 조석진이다. 조선총독부가 관립으로 설립한 공업전습소의 도기과를 거쳐, 조석진이 강사로 활동하던 조선서화미술회 강습소에서 동양화를 공부했다. 서화미술회에서 함께 수학한 화가로는 김은호, 노수현, 이상범 등이 있다.
1921년에 서화협회 회원으로 협회전에 출품하였고, 다음해 신구화도의 연구를 목적으로 ‘동연사(同硯社)’라는 동인 그룹을 조직했다. 1925년에는 일본의 도쿄 미술학교에서 청강생으로 공부하기도 했다.
1922년에서 1929년까지 선제 제1,2,3,4,6,7,8회에 계속 출품하여 입선하였다. 1946년에 조선미술협회 회원이 되었으며, 1949년에서 1957년까지 국전 제1,2,5회의 심사위원을 역임하였다. 1954년에 개인전을 가졌다.

## 평가
그는 전통적인 남종화 계통의 화가로 평가되기도 한다.
그의 산수화는 전반적으로 힘차고 굳센 이미지를 주기 때문에, 부드럽고 온화하여 여성적인 분위기를 내는 이상범의 화풍과는 대조를 이룬다. '금강산의 화가'라는 별칭이 있을 정도로 금강산을 자주 그렸는데, 금강산의 기개를 적묵과 파묵 기법을 이용하여 박진감 있게 표현하였다.
전국을 직접 답사하면서 현장 사생을 기초로 산수화를 그려 관념성이 배제되고 현장감이 넘치는 것도 특징이다. 다각적인 방향에서 시점을 종합하여 압축적인 구성을 선보이는 점은 입체파 화풍과 유사한 면이 있다. 웅혼하고 강인한 느낌과 함께 이런 특징으로 독특한 화풍을 구축했다.
대한민국미술전람회에도 초기에 잠시 참여한 것 외에는 가담하지 않으면서 평생 제도권 미술계 바깥에서 야인으로 활동하였다. 이 때문에 '반골 작가'라고도 불린다.

## 작품
유명한 작품으로 금강산을 묘사한 산수화인 《외금강 삼선암》, 《내금강 진주담》, 《옥류청풍》 등이 있고, 잉어 등 물고기도 그렸다.
- 변관식 필 영도교 - 부산광역시 문화재자료 제28호

## 참고 자료
- 박차지현 (2005년 1월 10일). 《청소년을 위한 한국미술사》. 서울: 두리미디어. 317~319쪽쪽. ISBN 8977151430.